# Теорема Кэмпбелла
Теорема Кэмпбелла - описывает свойства выходного сигнала линейной системы, входным сигналом которой является хаотическая последовательность одинаковых импульсов.

## Формулировка
Предположим, что на вход линейной системы достаточно долго, до установления равновесного состояния, подаётся хаотическая последовательность одинаковых импульсов со средней частотой следования {\displaystyle N} импульсов в секунду. Каждый импульс, приходящий в момент {\displaystyle t=0}, вызывает выходной сигнал системы {\displaystyle f(t)}. Тогда {\displaystyle \langle \theta \rangle =N\int \limits _{0}^{\infty }f(t)dt} и {\displaystyle \langle \delta \theta ^{2}\rangle \equiv \left\langle (\theta -\langle \theta \rangle )^{2}\right\rangle =N\int \limits _{0}^{\infty }f^{2}(t)dt}. Здесь угловые скобки {\displaystyle \langle \ \rangle } означают осреднение по ансамблю.

## Пример применения
Предположим, что на {\displaystyle RC}-цепочку в случайном порядке подаются электроны, например с лампового диода. Вычислим флуктуации напряжения. Одиночный электрон, пролетающий в момент {\displaystyle t=0}, вызывает переменное напряжение {\displaystyle f(t)={\frac {e}{C}}\exp \left(-{\frac {t}{RC}}\right)}. Следовательно {\displaystyle \langle V\rangle ={\frac {Ne}{C}}\int _{0}^{\infty }\exp \left(-{\frac {t}{RC}}\right)dt=NeR=JR}, где {\displaystyle J} — средний ток. Для дисперсии напряжения флуктуаций получаем {\displaystyle \langle \delta V^{2}\rangle =\left\langle (V-\langle V\rangle )^{2}\right\rangle ={\frac {Ne^{2}}{C^{2}}}\int _{0}^{\infty }\exp \left(-{\frac {2t}{RC}}\right)dt={\frac {JeR}{2C}}}. Первые оценки величины заряда электрона были получены именно измерением «дробового шума».